# Cléber Reis
Cléber Janderson Pereira Reis (São Francisco do Conde, Bahía, Brasil, 5 de diciembre de 1990), conocido como Cléber Reis, es un futbolista brasileño. Juega de defensa central en el Vitória FC.

## Trayectoria

### Inicios
Comenzó su carrera en el Legião FC y en 2009 se unió al Paulista. Debutó a nivel adulto el 5 de septiembre de 2009, como titular en la victoria por 2-1 contra el Ponte Preta por la Copa Paulista.
Sin lograr la titularidad, Cléber pasó préstamos al Itumbiara y el Catanduvense y en 2012 fue transferido al SEV Hortolândia.

### Ponte Preta
El 25 de abril de 2012, Cléber fichó por el Ponte Preta de la Serie A. Debutó en la primera división el 2 de septiembre en la victoria por 3-1 contra el Atlético Goianiense, donde además anotó su primer gol.
Fue titular durante el Campeonato Paulista 2013, jugando 21 encuentros y anotando tres goles; su equipo quedó eliminado en semifinales, y Cléber fue incluido en el equipo del año del torneo.

### Corinthians
El 22 de julio de 2013, el defensor fichó por el Corinthians por cuatro años. Debutó en su nuevo club el 2 de octubre, como titular y anotó el segundo gol en la victoria por 2-0 sobre el Bahia.
Suplente de Paulo André en su primer año, Cléber ganó la titularidad la temporada siguiente con el fichaje de su compañero al Shanghai Shenhua.

### Hamburgo SV
Cléber fichó por el Hamburgo SV de la Bundesliga en agosto de 2014, firmando un contrato por cuatro años. El club pagó €3 millones por el jugador.

### Santos
Luego de tres temporadas en Alemania, el 13 de diciembre de 2016 Cléber regresó a Brasil y fichó por el Santos.
Debutó con el club el 18 de febrero de 2017, como titular y fue expulsado en la derrota en casa por la mínima contra el Ferroviária. Debutó en la Copa Libertadores el 9 de marzo en el empate 1-1 contra el Sporting Cristal.

#### Periodo de préstamo
Sin ganar un lugar en el equipo titular, el 18 de agosto de 2017 fue enviado a préstamo al Coritiba por el resto de la temporada.
El 3 de abril de 2018 fue enviado a préstamo, esta vez al Paraná de la primera división por toda la temporada.
El 24 de junio de 2019, tras seis meses sin jugar, Cléber se fue a préstamo al Oeste de la Serie B por el resto de la temporada. En su regreso a Santos a fin de año, fue enviado a préstamo a su anterior club, el Ponte Preta, para la temporada 2020.
Dejó el club por mutuo acuerdo el 8 de febrero de 2022, salida marcada por las lesiones.

## Estadísticas
Actualizado al último partido disputado el 15 de marzo de 2020.
| Club | Div.          | Temporada     | Liga  | Liga  | Estatal | Estatal | Copas nacionales(1) | Copas nacionales(1) | Copas internacionales(2) | Copas internacionales(2) | Otras(3) | Otras(3) | Total | Total |
| --- | ------------- | ------------- | ----- | ----- | ------- | ------- | ------------------- | ------------------- | ------------------------ | ------------------------ | -------- | -------- | ----- | ----- |
| Club | Div.          | Temporada     | Part. | Goles | Part.   | Goles   | Part.               | Goles               | Part.                    | Goles                    | Part.    | Goles    | Part. | Goles |
| Paulista · Brasil | 4.ª           | 2009          | 0     | 0     | 0       | 0       | -                   | -                   | -                        | -                        | 7        | 1        | 7     | 1     |
| Paulista · Brasil | 4.ª           | 2010          | -     | -     | 6       | 0       | -                   | -                   | -                        | -                        | -        | -        | 6     | 0     |
| Paulista · Brasil | 4.ª           | 2011          | -     | -     | 4       | 0       | 1                   | 0                   | -                        | -                        | -        | -        | 5     | 0     |
| Paulista · Brasil | Total club    | Total club    | 0     | 0     | 10      | 0       | 1                   | 0                   | 0                        | 0                        | 7        | 1        | 18    | 1     |
| Itumbiara · Brasil | 4.ª           | 2011          | 4     | 2     | 5       | 0       | -                   | -                   | -                        | -                        | -        | -        | 9     | 2     |
| Itumbiara · Brasil | Total club    | Total club    | 4     | 2     | 5       | 0       | 0                   | 0                   | 0                        | 0                        | 0        | 0        | 9     | 2     |
| Catanduvense · Brasil | Pau           | 2012          | -     | -     | 15      | 3       | -                   | -                   | -                        | -                        | -        | -        | 15    | 3     |
| Catanduvense · Brasil | Total club    | Total club    | 0     | 0     | 15      | 3       | 0                   | 0                   | 0                        | 0                        | 0        | 0        | 15    | 3     |
| Ponte Preta · Brasil | 1.ª           | 2012          | 8     | 1     | -       | -       | -                   | -                   | -                        | -                        | -        | -        | 8     | 1     |
| Ponte Preta · Brasil | 1.ª           | 2013          | 5     | 0     | 21      | 3       | 1                   | 0                   | -                        | -                        | -        | -        | 27    | 3     |
| Corinthians · Brasil | 1.ª           | 2013          | 5     | 1     | -       | -       | -                   | -                   | -                        | -                        | -        | -        | 5     | 1     |
| Corinthians · Brasil | 1.ª           | 2014          | 15    | 0     | 6       | 1       | 4                   | 1                   | -                        | -                        | -        | -        | 25    | 2     |
| Corinthians · Brasil | Total club    | Total club    | 20    | 1     | 6       | 1       | 4                   | 1                   | 0                        | 0                        | 0        | 0        | 30    | 3     |
| Hamburgo SV · Alemania | 1.ª           | 2014-15       | 12    | 1     | -       | -       | 0                   | 0                   | -                        | -                        | 1        | 0        | 13    | 1     |
| Hamburgo SV · Alemania | 1.ª           | 2015-16       | 23    | 1     | -       | -       | 1                   | 0                   | -                        | -                        | -        | -        | 24    | 1     |
| Hamburgo SV · Alemania | 1.ª           | 2016-17       | 5     | 0     | -       | -       | 2                   | 0                   | -                        | -                        | -        | -        | 7     | 0     |
| Hamburgo SV · Alemania | Total club    | Total club    | 40    | 2     | 0       | 0       | 3                   | 0                   | 0                        | 0                        | 0        | 0        | 44    | 2     |
| Santos · Brasil | 1.ª           | 2017          | 1     | 0     | 5       | 0       | 1                   | 0                   | 3                        | 0                        | -        | -        | 10    | 0     |
| Santos · Brasil | Total club    | Total club    | 1     | 0     | 5       | 0       | 1                   | 0                   | 3                        | 0                        | 0        | 0        | 10    | 0     |
| Coritiba · Brasil | 1.ª           | 2017          | 14    | 2     | -       | -       | -                   | -                   | -                        | -                        | -        | -        | 14    | 2     |
| Coritiba · Brasil | Total club    | Total club    | 14    | 2     | 0       | 0       | 0                   | 0                   | 0                        | 0                        | 0        | 0        | 14    | 2     |
| Paraná · Brasil | 1.ª           | 2018          | 12    | 0     | -       | -       | -                   | -                   | -                        | -                        | -        | -        | 12    | 0     |
| Paraná · Brasil | Total club    | Total club    | 12    | 0     | 0       | 0       | 0                   | 0                   | 0                        | 0                        | 0        | 0        | 12    | 0     |
| Oeste · Brasil | 2.ª           | 2019          | 21    | 3     | -       | -       | -                   | -                   | -                        | -                        | -        | -        | 21    | 3     |
| Oeste · Brasil | Total club    | Total club    | 21    | 3     | 0       | 0       | 0                   | 0                   | 0                        | 0                        | 0        | 0        | 21    | 3     |
| Ponte Preta · Brasil | 2.ª           | 2020          | 0     | 0     | 4       | 0       | 0                   | 0                   | -                        | -                        | -        | -        | 4     | 0     |
| Ponte Preta · Brasil | Total club    | Total club    | 13    | 1     | 25      | 3       | 1                   | 0                   | 0                        | 0                        | 0        | 0        | 39    | 5     |
| Total carrera | Total carrera | Total carrera | 125   | 11    | 66      | 7       | 10                  | 1                   | 3                        | 0                        | 8        | 1        | 212   | 20    |
| (1) Incluye datos de la Copa Brasil y la Copa de Alemania (2) Incluye datos de la Copa Libertadores (3) Incluye datos de la Copa Paulista y los playoffs de descenso de la Bundesliga |               |               |       |       |         |         |                     |                     |                          |                          |          |          |       |       |

## Palmarés

### Distinciones individuales
| Distinción                             | Año  |
| -------------------------------------- | ---- |
| Equipo del año del Campeonato Paulista | 2013 |